# Fences for Fuel
Zäune für Kraftstoff (englischer Originalname „Fences for Fuel in Virat Nagar Block, Jaipur, India“) ist ein Entwicklungshilfeprojekt der Nichtregierungsorganisation Humana People to People, das in der Gegend rund um die indische Stadt Jaipur durchgeführt wird.
Das Projekt wurde am 9. Mai 2006 mit einem Preis der Weltbank („World Bank Development Marketplace-2006“) für „Innovative Projekte auf dem Gebiet von Wasserversorgung, sanitären Anlagen und Energieversorgung für Menschen in Armut“ („Innovative projects within Water, Sanitation and Energy services to poor people“) ausgezeichnet. Es startete im August 2006 als Gemeinde-Entwicklungs-Projekt Virat Nagar.

## Projekthintergrund und Ziele
Durch Umsetzung eines umfassenden Plans zur Nutzung der Purgiernuss (Jatropha curcas) soll eine alternative Quelle für Kraftstoff bereitgestellt und Umweltnutzen für Bauern geschaffen werden.
Der Lebensunterhalt der ländlichen Bevölkerung in Rajasthan, Indien, hängt stark von natürlichen Ressourcen und klimatischen Bedingungen ab. Die Auswirkungen von Entwaldung, Dürren und Bodenerosion auf die Umwelt sind die Hauptfaktoren, die Viele zwingen, auf der Suche nach besseren Möglichkeiten aus den ärmsten Regionen in die Städte abzuwandern. Zur gleichen Zeit tragen Kleinbauern und andere an den Rand gedrängte Menschen durch Fällen der Bäume für Feuerholz zur Verwitterung des Bodens bei. Die dürrefeste mehrjährige Jatropha-Pflanze kann auf armen Böden gedeihen und viele dieser Probleme lindern.
„Fences for Fuel“ integriert mehrere Komponenten, die eine nachhaltige Lebensweise für Kleinbauern und für das Land, das sie ernährt, sichern. Das Öl aus den Samen der Purgiernuss liefert erneuerbare Energie. Gleichzeitig tragen Hecken aus diesen Pflanzen zur Bodenverbesserung und zur Einschränkung der Erosion bei.
Das Projekt arbeitet mit Bauern-Vereinen in 40 Dörfern mit 400 Kleinbauern zusammen. Es soll ihnen helfen, ihren Lebensunterhalt zu verbessern und das lokale Umfeld durch die Errichtung von lebenden Jatropha-Zäunen um Gärten und Felder zu erhalten. An einem Modell führt das Projekt den Kleinbauern praktische Beispiele zur Pflanzung und Erhaltung der Jatropha-Zäune und zur Öl- und Bio-Diesel-Produktion vor. Humana Bereichs-Arbeiter verteilen die Pflanzen an die Bauern. Eine Produktionsanlage gewinnt aus den Pflanzenölen Bio-Diesel zum eigenen Verbrauch und Verkauf. Auch die Nebenprodukte der Pflanze tragen zum Einkommen der Dorfbewohner bei.

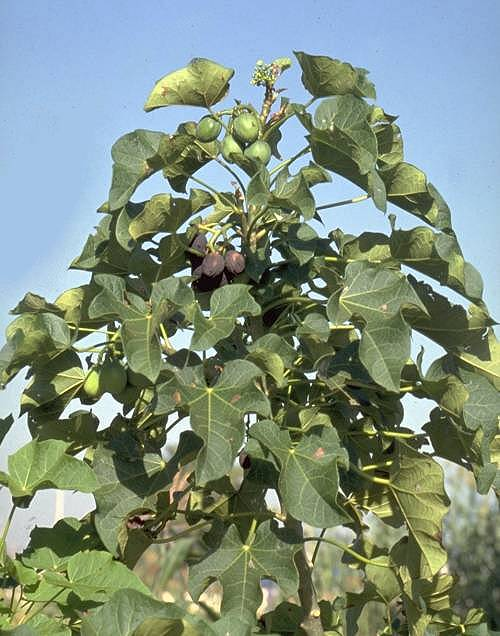
Purgiernuss (Jatropha curcas)

## Die Pflanze
Die Purgiernuss (Jatropha curcas) ist ein leicht sukkulenter, dürrefester Strauch oder bis zu 8 Meter hoher Baum, der besonders in Amerika und Afrika traditionell für lebende Zäune verwendet wird, da Tiere ihn wegen seines toxischen Saftes nicht fressen. Er hat eine Lebensdauer bis zu 50 Jahren. Er kann aus Samen, Setzlingen oder Ablegern aufgezogen werden. Seine für Menschen und viele Tiere giftigen nussartigen Samen enthalten je nach Sorte 30–50 % Öl.

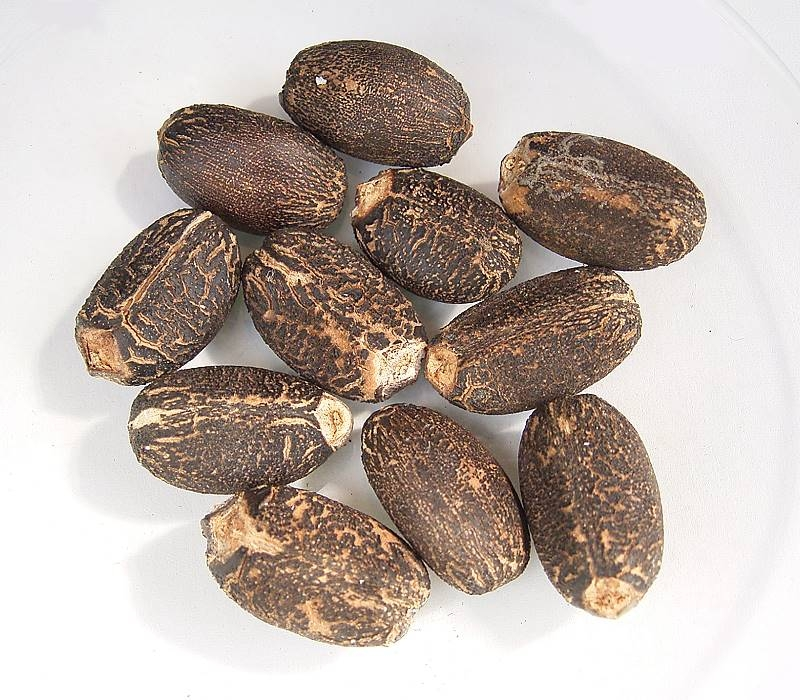
Ölhaltige Samen der Purgiernuss

## Ölgewinnung
Pro ausgewachsenem Baum und Jahr können bis zu 9 kg Samen, im Flächenanbau 2 bis 5 t pro Hektar, geerntet werden. Ihr Öl kann nach dem Rösten oder Kochen mit handbetriebenen mechanischen Ölpressen (siehe: dezentrale Ölmühle) zu 75–80 % extrahiert werden. 5 kg Samen ergeben rund 1 Liter Öl. Der Presskuchen kann als Dünger Verwendung finden. Wegen der insektiziden Eigenschaft der enthaltenen Giftstoffe kann durch seinen Einsatz der Nematoden-Befall im Boden reduziert werden.

### Verwendung
Gefiltert kann das Öl der Purgiernuss-Samen auf verschiedene Weise genutzt werden:
- als Brennmaterial für Kochstellen;
- zur Beleuchtung: in umgebauten Petroleum-Lampen oder mit einem schwimmenden Docht versehenen Marmelade- oder Trinkgläsern;
- zur Produktion von Bio-Diesel;
- zur Gewinnung einer gut schäumenden, weißen hautfreundlichen Seife.

Ältere starke Äste der Pflanze können als dauerhafte Stützen oder Pfosten eingesetzt werden, da sie seltener von Termiten befallen werden.

## „Fences for Fuel“ in Afrika
Ein weiteres Projekt dieser Art wurde im Jahre 2005 von der HUMANA-Partnerorganisation ADPP in Mosambik initiiert. Es arbeitet zusammen mit Studenten der beiden Lehrerausbildungsstätten von ADPP, EPF Chimoio und EPF Nhamatanda und wird von der Schweizer und US-amerikanischen NGO „The GAIA-Movement Trust Living Earth Green World Action“ unterstützt.
Im Jahr 2006 initiierte die HUMANA-Partnerorganisation DAPP Zambia zusammen mit dem GAIA-Movement ein Biofuel-Projekt in Children’s Town Malambanyama im Chibombo-Distrikt in Sambia. Es wird finanziert von der GVEP Global Village Energy Partnership, der Weltbank und dem Projekt „Pumps for Trees, Chibombo“.